# Mesochorus discolor
Mesochorus discolor är en stekelart som beskrevs av Schwenke 1999. Mesochorus discolor ingår i släktet Mesochorus och familjen brokparasitsteklar. Inga underarter finns listade i Catalogue of Life.